# Перес-Герреро, Мануэль
Мануэль Перес-Герреро (исп. Manuel Pérez Guerrero, 18 сентября 1911, Каракас, Венесуэла — 24 октября 1985, там же) — венесуэльский экономист и государственный деятель, генеральный секретарь ЮНКТАД (1969—1974).
Один из четырёх основных соавторов (наряду с Луисом Эчеверриа от Мексики, Хуари Бумедьеном от Алжира и шахом Мохаммедом Резой Пехлеви от Ирана) декларации и основных документов Нового международного экономического порядка.

## Биография
Получил высшее политологическое образование в Центральном университете Венесуэлы со степенью доктора наук. Затем окончил аспирантуру по экономике в Парижском университете.
- 1937—1938 гг. — сотрудник финансово-экономического департамента Лиги Наций в Женеве,
- 1940—1942 гг. — исполнительный секретарь комиссии по вопросам импорта в Министерстве финансов Венесуэлы,
- 1943 г. — член комиссии Министерства иностранных дел по вопросам послевоенного развития,
- 1943—1945 гг. — делегат на ряде международных экономических и финансовых конференциях (Хот-Спрингс, 1943 г., Бреттон-Вудс — 1944 г., Сан-Франциско, апрель-июнь 1945 и др.),
- 1946—1948 гг. — советник ООН по вопросам мира и развития,
- февраль-ноябрь 1948 г. — министр финансов Венесуэлы, ушел в отставку после военного переворота 24 ноября 1948 г.

Затем работал Исполнительным секретарем программы технической помощи ООН для развивающихся стран, в 1953—1957 гг. был вынужден жить в эмиграции в Каире, в 1957—1959 гг. — в Тунисе и Марокко.
В 1959 г. вернулся на родину и был назначен первым директором Управления координации и планирования (CORDIPLAN)
- 1963 г. — представитель программы ООН по экономическому и социальному развития Алжира,
- 1963—1967 гг. — министр горнорудной промышленности и гидроэнергетики; на этом посту создал правовую базу для повышения участия государства в отрасли и работы государственной нефтяной кампании Венесуэлы, а также работы гидроэлектростанций,
- 1967 г. — глава комиссии ООН по урегулировании ситуации в Йемене,
- 1967—1969 гг. — постоянный представитель Венесуэлы при Организации Объединенных Наций,
- 1969—1974 гг. — генеральный секретарь ЮНКТАД,
- 1974—1979 гг. — министр внешнеэкономических связей Венесуэлы,
- 1975—1977 гг. — одновременно сопредседатель Конференции по экономическому сотрудничеству в Париже, так называемой конференции Север-Юг. Как председатель Группы 77 являлся в период с 1977 по 1979 гг. одним из главных спикеров от развивающихся стран в переговорах о создании нового международного экономического порядка,
- 1979—1984 гг. — советник президента Луиса Эррера Кампинса по вопросам международной экономики,
- 1984—1985 гг. — министр внешнеэкономических связей Венесуэлы.